# Ivan Ljubičić
Ivan Ljubičić, detto Ljubo (Banja Luka, 19 marzo 1979), è un allenatore di tennis ed ex tennista croato.
Figlio di padre croato e madre bosniaca (la città dove è nato si trova attualmente all'interno dei confini bosniaci), ha però acquisito la cittadinanza croata.
Alto 193 cm per 92 kg, destro, in carriera ha raggiunto il terzo posto della classifica mondiale dell'ATP. Nella sua carriera ha ottenuto premi per oltre dieci milioni di dollari.
Dal 2016 al 2022 è stato l'allenatore di Roger Federer.

## Caratteristiche tecniche
Ljubicic è un giocatore molto più anomalo di quanto possa sembrare. La sua alta statura lo agevola nell'esecuzione del servizio, senz'altro il suo colpo migliore. Nel 2006 è stato di gran lunga il giocatore che ha realizzato il maggior numero di ace nel corso della stagione. Sebbene giochi prevalentemente da fondo campo sfruttando due colpi fondamentali piuttosto piatti e penetranti (ottimo il rovescio, ad una mano), Ljubicic ha il suo principale difetto nella scarsa mobilità laterale (per altro la maggior parte dei critici ritiene che i suoi successi dal 2005 in poi siano imputabili ad un netto miglioramento negli spostamenti). Il suo tennis era estremamente offensivo, fatto di scambi brevi, spesso agevolati dal suo potente servizio, e brucianti accelerazioni in lungolinea. Ciò nonostante, la sua formazione tennistica europea, e in particolare italiana, l'ha reso un buon giocatore sulla terra rossa, come evidenziano i suoi ottimi risultati su questa superficie.

## Carriera tennistica

### Esperienze giovanili
Giovanissimo talento tennistico fin dalla fine degli anni ottanta, Ljubo fu costretto nel 1993, a causa della guerra civile iugoslava, a fuggire in Italia. Si iscrisse al club tennistico "Le Pleiadi" di Moncalieri vicino a Torino. Gareggiò comunque con la maglia della nazionale croata di tennis alla Winter Cup (il torneo indoor a nazioni, ovvero l'omologo della Coppa Davis per gli under 16) del 1995.
Nel 1997 avvenne l'incontro decisivo della sua carriera con il maestro di tennis italiano di fama mondiale Riccardo Piatti, allenatore anche dell'emergente Novak Đoković, oltre a far parte del 'board' di maestri di tennis creato dalla Federazione Italiana Tennis per rilanciare lo sport in Italia.

### Primi anni da professionista
'Liubo' diventa professionista nel 1998. Dopo alcune esperienze di rilievo, tra cui un terzo turno raggiunto al Monte Carlo Masters del 1999, nel 2000 colleziona due semifinali e tre quarti di finale in alcuni tornei di terzo livello (ovvero dietro a quelli del Grande Slam ed a quelli Master Series). Nel 2001 vince finalmente il suo primo torneo a Lione, dopo aver sconfitto tennisti di grande rilievo come Gustavo Kuerten e Marat Safin. Nel 2002 chiude con la 49ª posizione nella classifica ATP e con la 2ª posizione nella classifica degli ace.

### La consacrazione
Tra il 2004 e il 2006 viene finalmente conosciuto e apprezzato per le sue doti e per la sua tecnica. Nel 2004 conquista la semifinale nei Masters di Amburgo e di Madrid e altri ottimi piazzamenti. Nello stesso anno alle Olimpiadi di Atene conquista in coppia col connazionale Mario Ančić la medaglia di bronzo nel doppio.
Ancora meglio farà nel 2005, quando oltre a vincere due finali di tornei di terzo livello, raggiunge la finale in altri sei, perdendo tre volte da Roger Federer, una da Rafael Nadal (finale del Masters Series di Madrid) e un'altra da Tomáš Berdych (finale del Paris Masters indoor), chiudendo con la nona posizione nella classifica ATP. Di rilievo in questo stesso anno la sua straordinaria prestazione in Coppa Davis, raccogliendo l'eredità di Goran Ivanišević e sempre in coppia con Mario Ančić, permetterà alla Croazia di conquistare per la prima volta il trofeo battendo, tra gli altri, gli Stati Uniti (memorabile la sua vittoria contro il grande Andre Agassi in tre set), Russia e Slovacchia in finale.
Nel 2006 i più importanti successi, con i quarti di finale agli Open d'Australia, semifinali al Roland Garros, terzo turno a Wimbledon e tante altre prestazioni nei tornei Master Series.
Ha raggiunto risultati di rilievo in diversi tornei e su diverse superfici. Considerando che negli ultimi due anni, in cui si è definitivamente affermato, Roger Federer ha vinto 5 tornei dello Slam su 8 e 8 tornei Masters Series su 18, mentre Rafael Nadal 2/8 Slam e 6/18 Masters Series, si comprende che le sue mancate vittorie non sono dipese da suoi deficit tecnici ma dalla differenza che divideva Novak Đokovič, Roger Federer e Nadal da tutti gli altri.
Il 21 marzo 2010 ha conquistato il titolo più importante in carriera vincendo l'ATP World Tour Masters 1000 dell'Indian Wells Open. Dopo aver battuto negli ottavi Novak Đoković, nei quarti Juan Mónaco e in semifinale Rafael Nadal, si è aggiudicato il titolo superando in finale Andy Roddick per 7–6(3), 7–6(5).

## Ritiro e nuovi impegni
Il 15 aprile 2012, con la sconfitta contro Ivan Dodig al primo turno del Monte Carlo Masters, pone fine alla propria carriera agonistica. Subito dopo il ritiro ha iniziato a lavorare negli studi italiani di Sky Sport come opinionista tennistico, occupandosi del Torneo di Wimbledon 2012.
Nel 2013 diventa dapprima il manager di Tomáš Berdych e poi in giugno il nuovo allenatore del potente Milos Raonic, che sotto la sua guida guadagna diverse posizioni nel ranking ATP. L'8 dicembre 2015 viene ingaggiato come coach da Roger Federer in sostituzione di Stefan Edberg, e lo seguirà fino al ritiro nel 2022. Con l'attività di management ha seguito la carriera di altri tennisti di vertice, tra i quali Matteo Berrettini.
Nel 2021 fonda sull'isola croata di Lussino la Ljubicic Tennis Academy, con l'obiettivo di offrire a giovani talenti e a tennisti affermati la possibilità di allenarsi in un ambiente tranquillo. Nella sua accademia è stato tra gli organizzatori del torneo Challenger Lošinj Open, inaugurato nell'ottobre 2021.

## Statistiche

### Singolare

#### Vittorie (10)
| Legenda                                                       |
| Grande Slam (0)                                               |
| Tennis Masters Cup / ATP World Tour Finals (0)                |
| Masters Series / ATP World Tour Master 1000 (1)               |
| ATP International Series Gold / ATP World Tour 500 Series (2) |
| ATP International Series / ATP World Tour 250 Series (7)      |

| Legenda superfici |
| Cemento (7)       |
| Terra (0)         |
| Erba (1)          |
| Sintetico (2)     |

| Numero | Data            | Torneo                                  | Superficie    | Avversario in finale | Punteggio           |
| 1.     | 14 ottobre 2001 | Grand Prix de Tennis de Lyon, Lione (1) | Sintetico (i) | Younes El Aynaoui    | 6-3, 6-2            |
| 2.     | 9 ottobre 2005  | Open de Moselle, Metz                   | Cemento (i)   | Gaël Monfils         | 7-6(7), 6-0         |
| 3.     | 16 ottobre 2005 | Vienna Open, Vienna (1)                 | Cemento (i)   | Juan Carlos Ferrero  | 6-2, 6-4, 7-6(5)    |
| 4.     | 8 gennaio 2006  | Chennai Open, Chennai                   | Cemento       | Carlos Moyá          | 7-6(6), 6-2         |
| 5.     | 5 febbraio 2006 | PBZ Zagreb Indoors, Zagabria            | Sintetico (i) | Stefan Koubek        | 6-3, 6-4            |
| 6.     | 15 ottobre 2006 | Vienna Open, Vienna (2)                 | Cemento (i)   | Fernando González    | 6-3, 6-4, 7-5       |
| 7.     | 7 gennaio 2007  | Qatar Open ATP, Doha                    | Cemento       | Andy Murray          | 6-4, 6-4            |
| 8.     | 23 giugno 2007  | Ordina Open, 's-Hertogenbosch           | Erba          | Peter Wessels        | 7-6(5), 4-6, 7-6(4) |
| 9.     | 31 ottobre 2009 | Grand Prix de Tennis de Lyon, Lione (2) | Cemento (i)   | Michaël Llodra       | 7-5, 6-3            |
| 10.    | 21 marzo 2010   | BNP Paribas Open, Indian Wells          | Cemento       | Andy Roddick         | 7-6(3), 7-6(5)      |

#### Finali perse (14)
| Numero | Data              | Torneo                                          | Superficie    | Avversario in finale | Punteggio                  |
| 1.     | 12 gennaio 2004   | Qatar Open ATP, Doha (1)                        | Cemento       | Nicolas Escudé       | 3-6, 6(4)-7                |
| 2.     | 10 gennaio 2005   | Qatar Open ATP, Doha (2)                        | Cemento       | Roger Federer        | 3-6, 1-6                   |
| 3.     | 14 febbraio 2005  | Marseille Open, Marsiglia                       | Cemento (i)   | Joachim Johansson    | 5-7, 4-6                   |
| 4.     | 21 febbraio 2005  | ABN AMRO World Tennis Tournament, Rotterdam (1) | Cemento (i)   | Roger Federer        | 7-5, 5-7, 6(5)-7           |
| 5.     | 28 febbraio 2005  | Dubai Tennis Championships, Dubai               | Cemento       | Roger Federer        | 1-6, 7-6(6), 3-6           |
| 6.     | 24 ottobre 2005   | Mutua Madrileña Madrid Open, Madrid             | Cemento (i)   | Rafael Nadal         | 6-3, 6-2, 3-6, 4-6, 6(3)-7 |
| 7.     | 7 novembre 2005   | BNP Paribas Masters, Parigi                     | Sintetico (i) | Tomáš Berdych        | 3-6, 4-6, 6-3, 6-4, 4-6    |
| 8.     | 3 aprile 2006     | Sony Ericsson Open, Miami                       | Cemento       | Roger Federer        | 6(5)-7, 6(4)-7, 6(6)-7     |
| 9.     | 2 ottobre 2006    | Thailand Open, Bangkok                          | Cemento (i)   | James Blake          | 3-6, 1-6                   |
| 10.    | 5 febbraio 2007   | PBZ Zagreb Indoors, Zagabria (1)                | Sintetico (i) | Marcos Baghdatis     | 6(4)-7, 6-4, 4-6           |
| 11.    | 26 febbraio 2007  | ABN AMRO World Tennis Tournament, Rotterdam (2) | Cemento (i)   | Michail Južnyj       | 2-6, 4-6                   |
| 12.    | 1º marzo 2008     | PBZ Zagreb Indoors, Zagabria (2)                | Cemento (i)   | Serhij Stachovs'kyj  | 5-7, 4-6                   |
| 13.    | 31 ottobre 2010   | Open Sud de France, Montpellier                 | Cemento (i)   | Gaël Monfils         | 2-6, 7-5, 1-6              |
| 14.    | 25 settembre 2011 | Moselle Open, Metz                              | Cemento (i)   | Jo-Wilfried Tsonga   | 3-6, 7-6(4), 3-6           |

### Doppio

#### Finali perse (4)
| Numero | Data            | Torneo                              | Superficie    | Compagno    | Avversari in finale             | Punteggio           |
| 1.     | 17 luglio 2000  | Croatia Open Umag, Umago            | Terra rossa   | Lovro Zovko | Álex López Morón Albert Portas  | 1-6, 6(2)-7         |
| 2.     | 6 novembre 2000 | Grand Prix de Tennis de Lyon, Lione | Sintetico (i) | Jack Waite  | Paul Haarhuis Sandon Stolle     | 1-6, 7-6(2), 6(7)-7 |
| 3.     | 16 luglio 2001  | Croatia Open Umag, Umago            | Terra rossa   | Lovro Zovko | Sergio Roitman Andrés Schneiter | 2-6, 5-7            |
| 4.     | 17 ottobre 2004 | Open de Moselle, Metz               | Cemento (i)   | Uros Vico   | Arnaud Clément Nicolas Mahut    | 2-6, 6(8)-7         |

## Risultati in progressione
Statistiche aggiornate al 16 aprile 2012
| Torneo                     | 1996 | 1997 | 1998 | 1999  | 2000  | 2001  | 2002  | 2003  | 2004  | 2005                   | 2006                   | 2007                   | 2008                   | 2009    | 2010    | 2011    | 2012    | Carriera V-P |
| -------------------------- | ---- | ---- | ---- | ----- | ----- | ----- | ----- | ----- | ----- | ---------------------- | ---------------------- | ---------------------- | ---------------------- | ------- | ------- | ------- | ------- | ------------ |
| Tornei Grande Slam         |      |      |      |       |       |       |       |       |       |                        |                        |                        |                        |         |         |         |         |              |
| Australian Open, Melbourne | A    | LQ   | LQ   | A     | 1T    | 1T    | 3T    | 1T    | 2T    | 2T                     | QF                     | 1T                     | 1T                     | 2T      | 3T      | 3T      | 1T      | 13–13        |
| Open di Francia, Parigi    | A    | A    | A    | LQ    | 1T    | 1T    | 1T    | 3T    | 2T    | 1T                     | SF                     | 3T                     | 4T                     | 1T      | 3T      | 4T      | A       | 18–12        |
| Wimbledon, Londra          | A    | A    | A    | A     | 1T    | 1T    | 2T    | 2T    | 1T    | 1T                     | 3T                     | 3T                     | 1T                     | A       | 1T      | 3T      | A       | 8–11         |
| US Open, New York          | A    | LQ   | A    | 2T    | 1T    | 2T    | 2T    | 2T    | 1T    | 3T                     | 1T                     | 3T                     | A                      | 1T      | 1T      | 2T      | A       | 9–12         |
| Vittorie-Sconfitte         | 0–0  | 0–0  | 0–0  | 1–1   | 0–4   | 1–4   | 4–4   | 4–4   | 2–4   | 3–4                    | 11–4                   | 6–4                    | 3–3                    | 1–3     | 4–4     | 8-4     | 0-1     | 48–48        |
| World Tour Finals          |      |      |      |       |       |       |       |       |       |                        |                        |                        |                        |         |         |         |         |              |
| ATP World Tour Finals      | A    | A    | A    | A     | A     | A     | A     | A     | A     | RR                     | RR                     | A                      | A                      | A       | A       | A       | A       | 2-4          |
| ATP Masters 1000           |      |      |      |       |       |       |       |       |       |                        |                        |                        |                        |         |         |         |         |              |
| Indian Wells               | A    | A    | A    | A     | A     | LQ    | 1T    | A     | 1T    | 4T                     | QF                     | QF                     | 4T                     | QF      | V       | 2T      | A       | 20–8         |
| Miami                      | A    | A    | A    | A     | 1T    | QF    | 2T    | 2T    | 3T    | 4T                     | F                      | SF                     | 2T                     | 1T      | 2T      | 1T      | A       | 17–12        |
| Monte Carlo                | A    | A    | LQ   | 3T    | LQ    | 1T    | 1T    | 3T    | 3T    | 1T                     | QF                     | 3T                     | 2T                     | QF      | 3T      | QF      | 1T      | 18–13        |
| Roma                       | A    | A    | A    | A     | A     | 1T    | 3T    | QF    | 2T    | 3T                     | 1T                     | 2T                     | 1T                     | A       | 3T      | 2T      | A       | 11–9         |
| Madrid                     | A    | A    | A    | A     | LQ    | A     | 3T    | 1T    | SF    | F                      | 2T                     | 2T                     | LQ                     | QF      | A       | 1T      | A       | 13–8         |
| Montreal/Toronto           | A    | A    | A    | A     | A     | 2T    | 1T    | 1T    | 2T    | 1T                     | 3T                     | 1T                     | A                      | A       | A       | A       | A       | 4–7          |
| Cincinnati                 | A    | A    | A    | 2T    | A     | QF    | 2T    | 2T    | 2T    | 1T                     | QF                     | 2T                     | A                      | 2T      | 1T      | A       | A       | 12–10        |
| Shanghai                   | NH   | NH   | NH   | NH    | NH    | NH    | NH    | NH    | NH    | Non ATP Masters Series | Non ATP Masters Series | Non ATP Masters Series | Non ATP Masters Series | QF      | 2T      | 1T      | A       | 4–3          |
| Parigi                     | A    | A    | A    | LQ    | A     | 2T    | 2T    | A     | 2T    | F                      | A                      | 2T                     | 2T                     | 2T      | 2T      | A       | A       | 9–8          |
| Amburgo                    | A    | A    | A    | A     | LQ    | LQ    | 1T    | 1T    | SF    | 2T                     | 2T                     | 3T                     | 2T                     | ATP 500 | ATP 500 | ATP 500 | ATP 500 | 8–7          |
| Vittorie-Sconfitte         | 0–0  | 0–0  | 0–0  | 3–2   | 0–1   | 9–6   | 6–9   | 6–7   | 16–9  | 15–9                   | 17–8                   | 10–9                   | 5–6                    | 15–7    | 10–5    | 5–5     | 0-1     | 116–87       |
| Statistiche Carriera       |      |      |      |       |       |       |       |       |       |                        |                        |                        |                        |         |         |         |         |              |
| Finali ATP World Tour      | 0    | 0    | 0    | 0     | 0     | 1     | 0     | 0     | 1     | 8                      | 5                      | 4                      | 1                      | 1       | 2       | 0       | 0       | 23           |
| Tornei ATP vinti           | 0    | 0    | 0    | 0     | 0     | 1     | 0     | 0     | 0     | 2                      | 3                      | 2                      | 0                      | 1       | 1       | 0       | 0       | 10           |
| Vittorie-Sconfitte         | 1–1  | 1–4  | 2–3  | 11–14 | 23–22 | 29–22 | 29–29 | 29–25 | 37–24 | 57–24                  | 61–20                  | 44–23                  | 19–18                  | 32–24   | 26–19   | 6-4     | 3-6     | 429–296      |
| Ranking di fine anno       | 573  | 287  | 293  | 77    | 91    | 37    | 49    | 42    | 22    | 9                      | 5                      | 18                     | 45                     | 24      | 17      | 30      | ?       | N/A          |

| Legenda superfici |
| Cemento           |
| Terra battuta     |
| Erba              |